# قله جونگ ایل
قله جونگ ایل (به لاتین: Jong-il Peak) یک قله در کره شمالی است که در Samjiyon واقع شده‌است. قله جونگ ایل ۱٬۷۹۸٫۰۴ متر بالاتر از سطح دریا واقع شده‌است.